# Leonid Sednev
Leonid Sednev, född 1903, död 1941, var en rysk hovfunktionär.  Han var kökspojke till Nikolaj II av Ryssland och tsaritsan Alexandra. 
Han var brorson till Ivan Sednev, som var en av betjänterna i tsarfamiljens hushåll i Alexanderpalatset. Eftersom han var i tronföljaren Alexejs ålder, blev han också dennas lekkamrat. 
Sednev liksom hans farbror följde tsarfamiljen på deras exil i Sibirien under ryska revolutionen. När tsarfamiljen flyttades från Tobolsk till Jekaterinburg tillhörde han den handfull personal som tilläts stanna hos familjen i Ipajtev-huset, medan hans farbror tillhörde de som avlägsnades vid detta tillfälle (Ivan Sednev blev fängslad). 
Han avlägsnades från Ipatjiev-huset före avrättningen av tsarfamiljen 16 juli 1918. Samma dag som familjen avrättades, sändes han bort till vakthuset inte långt ifrån under förevändning att träffa sin farbror (Ivan Sednev blev dock vid samma tidpunkt skuten i fängelset), vilket räddade hans liv, eftersom de övriga medlemmarna av familjens personal blev avrättade tillsammans med dem. Det finns motstridiga uppgifter om vem som tog initiativet att rädda honom på detta sätt. 
Hans senare liv är fragmentariskt känt och obekräftat, men han avled under andra världskriget 1941. Han uppges ha skrivit sina memoarer under sin tid hos tsarfamiljen, men det är ifrågasatt huruvida dessa var skrivna av honom. 